# Piede di arte maggiore
Nella metrica della lingua spagnola, il piede di arte maggiore (pie de arte mayor) o verso di arte maggiore (verso de arte mayor), è un verso composto di due emistichi ognuno dei quali ha un accento ritmico al principio e alla fine.
Il primo emistichio può portare il primo accento sulla prima o sulla seconda sillaba, mentre il secondo lo porta sempre sulla seconda sillaba, tranne se il primo termina sulla sillaba acuta, in questo caso passerebbe sulla terza, per compensazione sillabica tra gli emistichi.
Il modo ritmico è molto rigoroso, per cui lo fa atto solo per una poesia colta distante dallo standard della lingua. Possiamo incontrare questo verso nei poeti spagnoli del secolo XV, come il marchese di Santillana (marqués de Santillana).